# Degernes
Degernes este o localitate din comuna Rakkestad, provincia Østfold, Norvegia, cu o suprafață de 0,31 km² și o populație de 286 locuitori (2013).